# Discografia di Teresa De Sio
Questa è la discografia di Teresa De Sio dal 1976 in poi.
L'interprete ha debuttato come membro del gruppo folk Musicanova, fondato da Eugenio Bennato e Carlo D'Angiò, con il quale ha pubblicato quattro album tra il 1976 ed il 1979. Nel 1978 debutta come solista, pubblicando 16 album, di cui 1 dal vivo e 5 raccolte oltre a 6 singoli. Ha pubblicato un solo album per il mercato estero, Aumm Aumm, versione greca dell'album Teresa De Sio.

## Album in studio
- 1978 – Villanelle Popolaresche del '500 (Philips 6323 069)
- 1980 – Sulla terra sulla luna (Philips 6492 106)[2]
- 1982 – Teresa De Sio (Philips 6492 127)
- 1983 – Tre (Philips 812 785-1)
- 1985 – Africana (Philips 824 810-1)
- 1986 – Toledo e regina (Fonit Cetra 830 542-1)
- 1988 – Sindarella suite (Philips 834 301-1)
- 1991 – Ombre rosse (Philips 510 292-1)
- 1993 – La mappa del nuovo mondo (Cgd 4509-93545-2)
- 1995 – Un libero cercare (Cgd 630 11376-2)
- 1999 – La notte del Dio che balla (autori vari)
- 2004 – A Sud! A Sud!
- 2007 – Sacco e fuoco
- 2008 – Sacco e fuoco - Edizione De Luxe (doppio CD)
- 2011 – Tutto cambia
- 2017 – Teresa canta Pino  (Universal Music	5735748)
- 2019 – Puro desiderio (Believe)[3]

## Album dal vivo
- 1997 – Primo viene l'amore (Cgd 630 19408-2)

## Raccolte
- 1991 – Voglia 'e turnà (Phonogram/Polygram 512811-2)
- 1998 – Successi (Phonogram/Polygram 512811-2)
- 2002 – Voglia 'e turnà e altri successi (Mercury 558231 2)
- 2006 – Le più belle canzoni di Teresa De Sio (Wea 5051011-2107-2-3)
- 2012 – Mediterranea (Universal)

## Singoli
- 1977 – L'Eliogabalo Operetta Irrealista (12", promo inciso con Lucio Dalla, Emilio Locurcio, Ron e Claudio Lolli)
- 1980 – O Sole Se Ne Va/Sulla Terra Sulla Luna (Philips – 6025 265)
- 1985 – Tamburo/Tamburo (Extended Version) (Philips – 884 559-1)
- 1988 – Bocca Di Lupo/Il Miracolo Di Salvatore Ammare (Polygram – 5000 769 A/B)

- 1995 – Animali Italiani (CGD – 0140 15532-2)
- 2011 – Inno Nazionale/Non Dormo Mai Tutta La Notte/Padroni E Bestie (promo)

## Album coi Musicanova
- 1976 – Garofano d'ammore (Philips 6323 044)
- 1978 – Musicanova  (Philips 6323 055)
- 1979 – Quanno turnammo a nascere (Canzoni sulle quattro stagioni di Eugenio Bennato e Carlo d'Angiò) (Philips 6323 078)

## Discografia estera
- Aumm Aumm, versione greca dell'album Teresa De Sio